# 16 Wishes
16 Wishes (bra: 16 Desejos) é um filme de televisão de fantasia e comédia adolescente de 2010, dirigido por Peter DeLuise e escrito por Annie DeYoung, estrelado por Debby Ryan e Jean-Luc Bilodeau. Ele estreou em 25 de junho de 2010 no Disney Channel nos Estados Unidos com 5,6 milhões de telespectadores e em 16 de julho de 2010 no Family Channel, no Canadá. Estrou no Brasil em 17 de outubro de 2010. O filme foi o programa a cabo mais assistido no dia de sua estreia no Disney Channel. Além disso, 16 Wishes apresentou Ryan a novos públicos, como o público adulto contemporâneo, uma vez que o filme recebeu alta audiência no grupo demográfico adulto (18–34). O filme foi o segundo programa mais assistido na TV a cabo na semana de sua estreia.
Foi o segundo filme a ser lançado no Disney Channel em 2010 que não foi promovido como um "Disney Channel Original Movie" (depois de Harriet the Spy: Blog Wars) e é uma coprodução entre Disney Channel, Family Channel, Unity Pictures of Vancouver e MarVista Entertainment em Los Angeles.[carece de fontes?]

## Sinopse
Os desejos de uma adolescente, Abby, magicamente, transformam-se em realidade quando ela completa 16 anos.

## Produção
Algumas cenas foram filmadas na Walnut Grove Secondary School em Langley, Colúmbia Britânica.

## Elenco
| Ator/Atriz         | Personagem                   |
| ------------------ | ---------------------------- |
| Debby Ryan         | Abigail "Abby" Louise Jensen |
| Jean-Luc Bilodeau  | Jay Kepler                   |
| Cainan Wiebe       | Mike Jean Jensen             |
| Karissa Tynes      | Krista Cook                  |
| Anna Mae Routledge | Celeste                      |
| Keenan Tracey      | Logan Buchanan               |
| Joel Semande       | Joey Lockhart                |
| Patrick Gilmore    | Bob Jensen                   |
| Kendall Cross      | Sue Jensen                   |
| Jesse Reid         | Ted Hope                     |
| Brenda Crichlow    | Sra. Duff                    |
| Gary Jones         | Diretor Sr. Smith            |
| Patricia Isaac     | Mulher snobe                 |